# Hank McCamish Pavilion
El Hank McCamish Pavilion (antes llamado Alexander Memorial Coliseum, y también apodado The Dome o The Thrillerdome) es un pabellón localizado en Atlanta, Georgia, Estados Unidos. Es la arena local del equipo de baloncesto masculino y femenino de los Georgia Tech Yellow Jackets y en el período 1968-1972 y 1977-1999 de los Atlanta Hawks de la NBA. El equipo de vóley femenino de la universidad Georgia Tech ocasionalmente usa el predio, especialmente para el torneo de la NCAA y otros partidos que atraen multitudes que desbordan al O'Keefe Gymnasium.

## Historia

### Alexander Memorial Coliseum

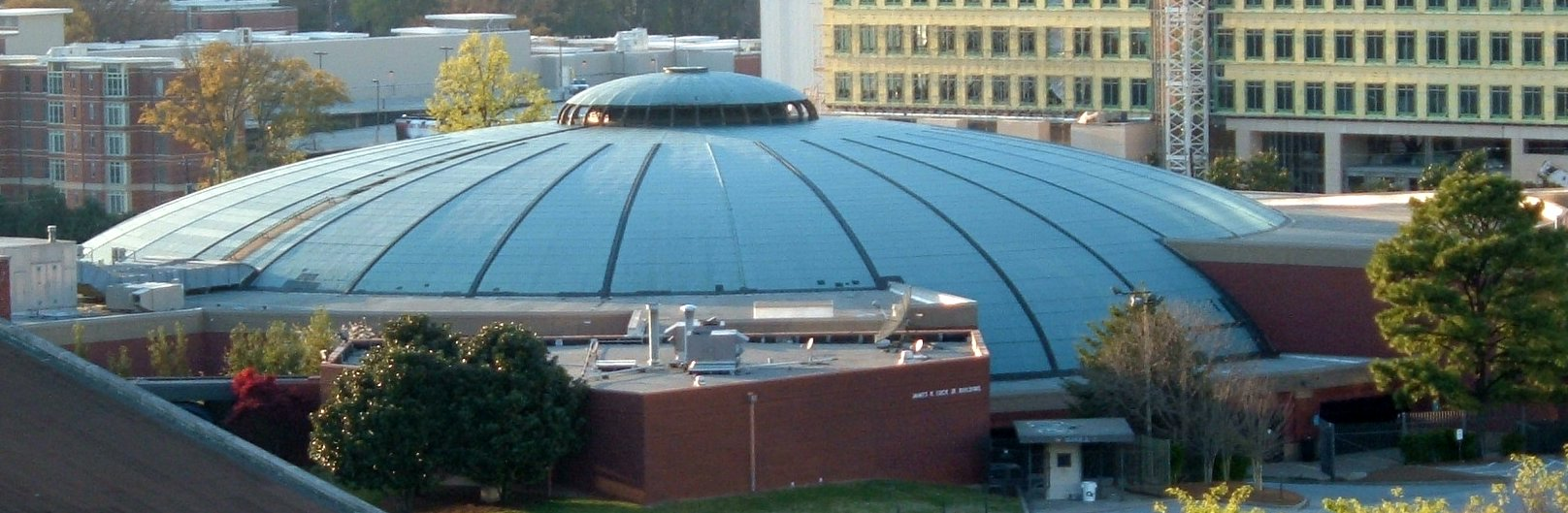
Vista del Alexander Memorial Coliseum desde el sureste.

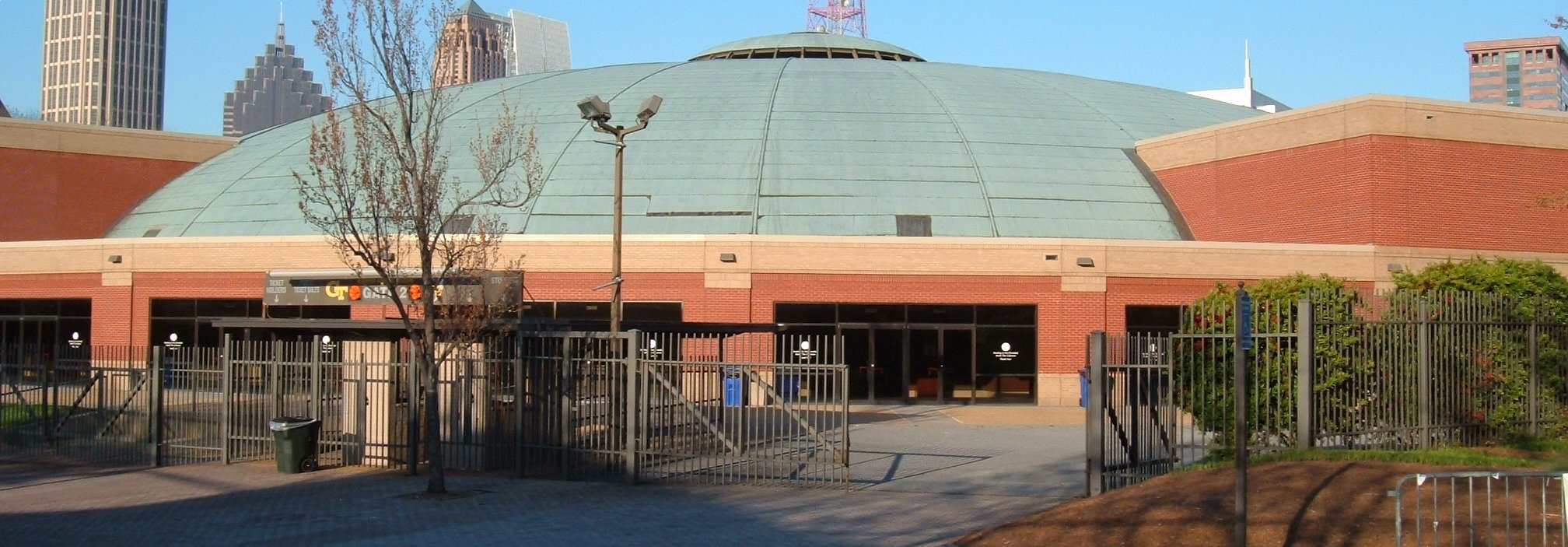
Alexander Memorial Coliseum desde el suroeste.

La instalación de 82 m de diámetro se inauguró en 1956 en la intersección de la 10th Street y Fowler en el noreste del campus de Georgia Tech. Fue el reemplazo del Third Street Gymnasium (más tarde conocido como Heisman Gym) ubicado en el campus de Georgia Tech, una arena de 1800 asientos abierta 18 años antes. Ese gimnasio fue demolido en 1994 para hacer espacio para la expansión de las gradas del Bobby Dodd Stadium. La capacidad original del pabellón era de 6996 asientos, a pesar de que eventualmente multitudes superiores a esa cantidad se acercaban al lugar para partidos importantes. Ha atravesado 3 renovaciones significativas: en 1986, se agregaron 2150 asientos en lo que anteriormente era una pasillo alrededor del borde exterior de la arena. En 1989 y 1990, se añadieron 750 asientos en las áreas de las zonas de anotación. La última renovación importante se llevó a cabo en los años 1995 y 1996, previamente a los Juegos Olímpicos de 1996. El piso fue reducido 1.22 m (4 pies) para agregar más asientos, 12 suites de lujo fueron añadidas, y varios de los bancos fueron reemplazados por asientos de refuerzo posterior. Fue mejorada la línea de visión de aquellos que se sentaban en las primeras filas del lateral de la cancha opuesto a los bancos.
En el extremo sur del Coliseum está el Luck Building (construido en la década de 1980) y el Coliseum Annex, construido poco tiempo antes del Alexander Memorial Coliseum. El Coliseum Annex alberga casilleros, un gimnasio de práctica, y las oficinas de las instalaciones de Georgia Tech. El piso superior del Coliseum Annex solía albergar los estudios de la estación de radio WGST hasta 1975 y la radio estudiantil WREK de 1978 a 2004.
El edificio fue nombrado tras William Alexander en 1956. Alexander fue el entrenador del equipo de fútbol americano de Georgia Tech entre 1920 y 1944 y el tercer director de atletismo (tras John W. Heisman); durante su carrera como entrenador logró que el equipo logre el título de Rose Bowl de 1929. La instalación fue conocida como Alexander Memorial Coliseum at McDonald's Center durante 10 temporadas desde 1996 hasta 2005 debido a una donación de $5.5 millones de esta franquicia para ayudar a pagar la renovación de la década de 1990. Actualmente, el pabellón tiene 9191 asientos. Un restaurante de McDonald's fue añadido durante la última renovación pero cuando esta terminó fue cerrado. Los "arcos de oro" de los cartéles permanecen en el lugar como recuerdo de la donación. El 20 de enero de 1996, el primer partido de la era McDonald's es recordado por el hecho de que los estudiantes utilizaron sombreros en forma de corona de la franquicia rival, Burger King como signo de protesta.
Durante los Juegos Olímpicos de 1996 el pabellón fue sede del  torneo olímpico de boxeo.
El Coliseum fue arena local de los Atlanta Hawks de 1968 a 1972 tras su mudanza desde St. Louis mientras se construía el Omni Coliseum y nuevamente entre 1997 y 1999 tras la demolición del Omni y en el período que fue construida la Philips Arena en su lugar. Durante un tiempo, los Atlanta Hawks jugaron la mayoría de sus juegos de local en el Georgia Dome y el resto en el Coliseum.
Durante la mayor parte de su existencia, el Coliseo ha sido utilizado por la Georgia High School Association, para partidos masculinos y femeninos de torneos estatales. El primer torneo integrado estatal en la historia de Georgia fue jugado en este pabellón antes del desbordamiento de muchedumbres en 1967. 
Recibió el apodo de "The Thrillerdome" (en español El domo del suspenso) del ex relator de color de Georgia Tech, Brad Nessler, actualmente transmitiendo para la cadena estadounidense ESPN, quien relató gran cantidad de partidos en la temporada 1983-84. Sus estudiantes también llaman al pabellón "The tit" y tras la renovación del sponsoreo de McDonald's, varios estudiantes bromeaban llamando al domo "McTit".
En 2003, la cancha de baloncesto fue renombrada "Cremins Court" en honor a Bobby Cremins, entrenador de Georgia Tech de 1979 a 2000.
El 21 de febrero de 2008, el partido de baloncesto entre Georgia Tech y la Universidad de Virginia fue cancelado debido a una pérdida en el techo causado por las fuertes lluvias que se habían desarrollado durante el día. La decisión de cancelar el juego fue basada en el hecho de que los oficiales del juego no podían encontrar el lugar desde donde entraba el agua y por lo tanto no podían detener la pérdida. El juego fue retrasado media hora aproximadamente y finalmente pospuesto para el 3 de marzo de 2008.
El 14 de marzo de 2008, un tornado arrasó el centro de Atlanta, causando daños al CNN Center, la Philips Arena y el Georgia Dome. Durante el fin de semana la Southeastern Conference iba a ser jugada en el Georgia Dome, desde el jueves hasta el domingo. El tornado impactó en el tiempo suplementario del tercero de cuatro juegos de la etapa de cuartos de final. Mientras ese partido finalizaba, los oficiales de la SEC decidieron no arriesgarse a jugar el cuarto y último partido. Más tarde esa misma noche, la conferencia decidió mover el Torneo de Baloncesto Masculino de la SEC 2008 al Coliseo más pequeño, incluyendo los juegos finales. Debido a la disminuida capacidad, solamente las familias de los jugadores, los oficiales del colegio, los medios acreditados y 400 fanes de cada equipo fueron autorizados a presenciar los partidos restantes.

### Hank McCamish Pavilion

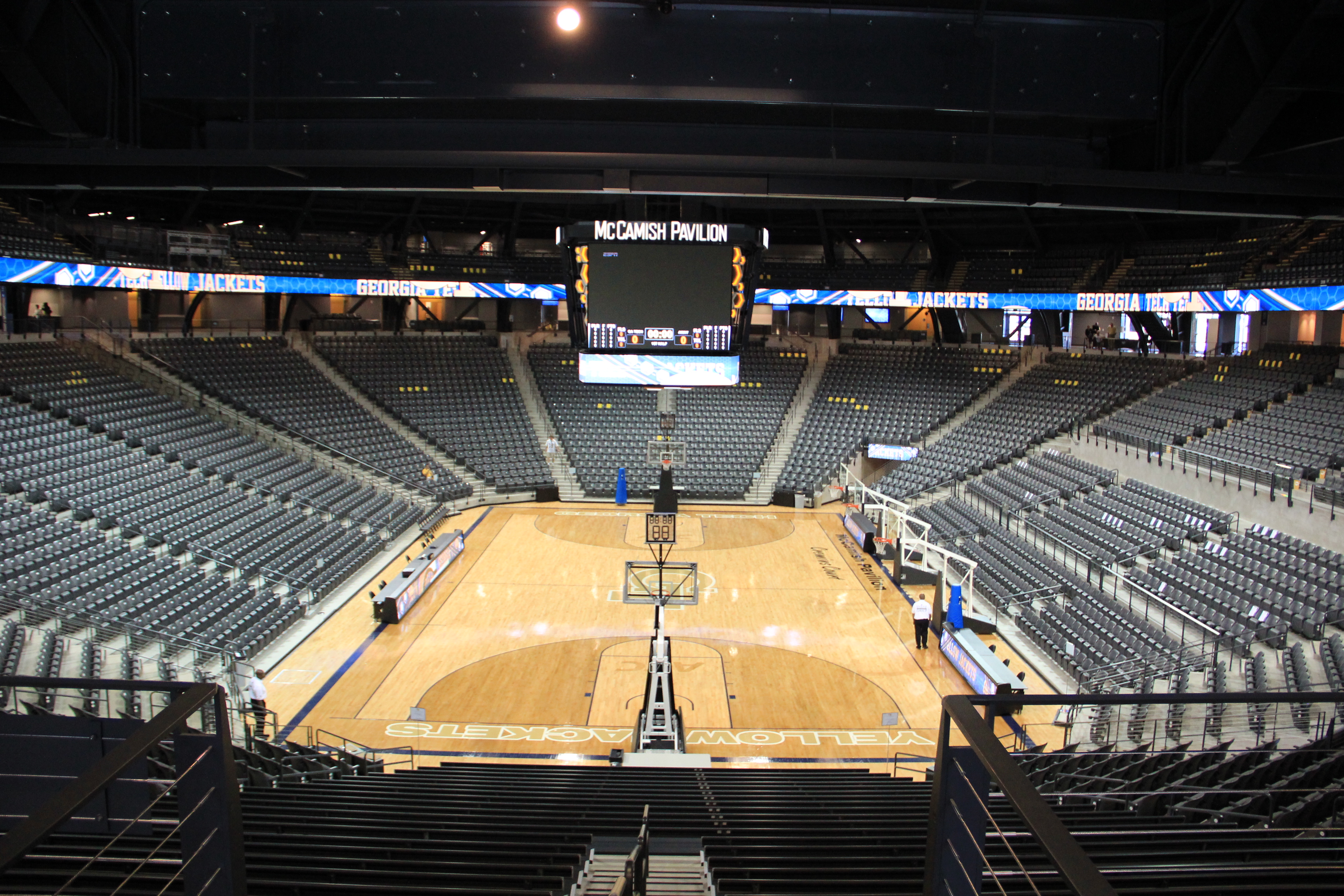
Interior del Hank McCamish Pavilion tras las remodelaciones.

El 19 de octubre de 2010, Georgia Tech anunció que el Alexander Memorial Coliseum experienciaría un remodelación de $45 millones y sería renombrado como el Hank McCamish Pavilion, en honor a la donación de $15 millones de la familia McCamish. Durante la renovación, los equipos de baloncesto de Georgia Tech jugarían los partidos de la temporada 2011-12 en la Philips Arena o la Gwinnett Arena.

## Ubicación
El coliseo está localizado al lado de la Downtown Connector, la autopista interestatal más grande de Atlanta. Al sur de la 10th Street, en la esquina noreste del campus de Georgia Tech.